# أوزون أوبة (مياندوآب)
أوزون‌ أوبة هي قرية في مقاطعة مياندوآب، إيران. عدد سكان هذه القرية هو 788 في سنة 2006.